# I masnadieri
I masnadieri (Els bandolers) és una òpera en quatre actes de Giuseppe Verdi sobre llibret italià d'Andrea Maffei, basada en Die Räuber de Friedrich von Schiller. Va ser estrenada al Her Majesty's Theatre (Teatre de sa Majestat) de Londres el 22 de juliol de 1847.

## Origen i context
L'any 1842 Benjamin Lumley va posar-se al front de la gestió del Her Majesty's Theatre, seu tradicional per a l'òpera italiana a Londres. Tres anys després s'hi va estrenar Ernani, de Verdi, el que va constituir la primera representació britànica d'aquesta òpera. El gran èxit va convèncer Lumley de l'oportunitat d'encarregar una nova òpera al compositor, qui aleshores era un valor emergent en el món de l'òpera italiana, per a l'estrena absoluta a Londres. Verdi va acceptar l'encàrrec i la producció va ser programada per a l'estiu de 1846. Malauradament, la salut de Verdi es va ressentir i l'estrena va haver d'ajornar-se l'any 1847.
Durant la convalescència, un dels millors amics de Verdi, Andrea Maffei, un distingit poeta que havia traduït a Shakespeare i a Friedrich von Schiller a l'italià, va suggerir que Macbeth de Shakespeare i Die Räuber de Schiller podrien esdevenir ben bé uns bons temes operístics. El mateix Maffei va treballar en el llibret basat en el tema de Schiller, que en italià va rebre el nom de I masnadieri; mentre que un dels habituals llibretistes de Verdi, Francesco Piave, va ser l'encarregat de proporcionar la versió operística de Macbeth.
La intenció original de Verdi era estrenar I masnadieri durant el carnaval de 1847 a Florència, i deixar el Macbeth per a Londres. El fet és que no es va poder trobar a Florència cap tenor adequat per al paper de Carlo, i conseqüentment Verdi va decidir acabar primer Macbeth i després concloure I masnadieri per a Londres.
Verdi va abandonar Itàlia a finals de maig de 1847 amb l'òpera londinenca acabada llevat de l'orquestració, que el va mantenir ocupat fins a l'inici dels assaigs. El repartiment per a l'estrena del 22 de juliol de 1847 va ser de qualitat internacional. En particular, presentant-se en la seua primera temporada a Londres, la famosa soprano sueca de coloratura, Jenny Lind, va ser l'encarregada de crear el paper d'Amalia, la protagonista de l'òpera.
La reina Victoria i el príncep Albert de Saxònia-Coburg Gotha van assistir a l'estrena acompanyats pel duc de Wellington i els més destacats membres de l'aristocràcia britànica i de l'alta societat que va ser capaç d'aconseguir entrada.
Després de molta pressió, Verdi va accedir a dirigir l'orquestra en l'estrena, la qual va ser un gran triomf tant de públic com de crítica. Dissortadament, aquest èxit inicial no va gaudir de continuïtat; potser (almenys parcialment) per les inconsistències i els excessos del llibret.

## Argument
Lloc: Alemanya
Temps: entre 1755 i 1757.

### Acte I
Escena 1: una taverna a les fronteres de Saxònia.
Durant una pausa en els seus estudis a la Universitat de Desden, Carlo, el primogènit del comte Massimiliano Moor s'ha enrolat en una banda d'atracadors de camins i assassins que terroritza la zona amb robatoris i extorsions. No obstant això, es mostra cansat d'aquesta vida de depravacio, i somia tornar a casa amb Amalia, la seua encisadora cosina, de qui està enamorat ("O mio castel paterno"). Està esperant resposta d'una carta que va trametre a son pare, en què demana perdó per les seues malifetes.
Rolla i els altres bandoles arriben amb la tan esperada resposta. Però l'alegria de Carlo aviat es torna angoixa i preocupació ("Nell'argilla maledetta"), quan s'adona que la carta no és del pare, sinó del seu germà menor, Francesco, qui l'adverteix que no torne a casa, perquè el pare, en lloc de perdó, vol castigar-lo i desterrar-lo per sempre.
Carlo renuncia a la seua vida anterior i jura romandre amb els seus nous camarades la resta de la seua vida. Els bandits l'elegeixen com a nou cap de la colla.
Escena 2: Una cambra del castell de comte Moor a Francònia.
Francesco es felicita per haver pogut interceptar la carta del seu germà al pare, sabedor que Massimiliano segurament l'hauria perdonat. Ara com a únic hereu ja no hi ha obstacle que s'interpose en la seua ambició d'accedir al poder i les propietats familiars, i a més ha ideat un pla per a accelerar la mort del pare ("La sua lampada vitale").
Obliga Arminio, camarlenc del comte, a disfressar-se com a soldat recentment arribat, amb la tràgica notícia de la mort de Carlo, i canta la cabaletta, "Tremate, o miseri".
Escena 3: habitació del comte Moor al seu castell.
Amalia vigila el malalt comte. Ambdós pensen amb afecte en l'extraviat Carlo ("Lo sguardo avea degli angeli").
Francesco introdueix el disfressat Arminio en l'habitació. Arminio conta com va lluitar amb Carlo en les files de l'exèrcit del rei Frederic en una batalla per la ciutat de Praga, i com el va veure ferit de mort. La darrera cosa que va fer va ser escriure un missatge sobre la làmina de la seua espasa; el seu desig que Amalia i Francesco s'uniren en matrimoni.
Amalia i el comte queden completament abatuts; Massimiliano sembla trobar-se a punt d'expirar, i Amalia surt d'escena en un atac d'histèria, deixant a Francesco exultant, gaudint del seu triomf.

### Acte II
Escena 1: un cementeri prop del castell.
Han passat uns quants mesos des de l'escena anterior i Amalia es dirigeix a pregar a la tomba del comte ("Tu del mio Carlo al seno"). S'escolta en la distància el soroll d'un banquet ofert per Francesco, el nou comte.
Arminio ha seguit Amalia des del castell perquè sent remordiments d'haver participat en la perversa estratagema de Francesco. Només revelar a Amalia que tant Carlo com el comte estan encara vius (provocant la cabaletta d'Amalia "Carlo vive? O caro accento") és descobert per Francesco i obligat a abandonar l'escena.
Francesco arriba amb la intenció de demanar a Amalia que es case amb ell. El menyspreu d'Amalia li provoca un atac d'ira i violència. Amalia simula un canvi d'opinió i l'abraça, però només amb la intenció de furtar-li la daga i atacar-lo, abans de córrer a refugiar-se dins del bosc.
Escena 2: un clar d'un bosc a Bohèmia.
Rolla ha estat capturat a Praga i els bandolers esperen el retorn del seu cap, Carlo, que ha anat a rescatar-lo. El rescat ha estat un èxit. però Carlo ha fet cremar part de la ciutat, i ara un grup de ciutadans armats han eixit a la seua cerca. L'escena conclou amb Carlo exhortant la seua colla de bandolers a lluitar com a llops per a poder salvar-se.

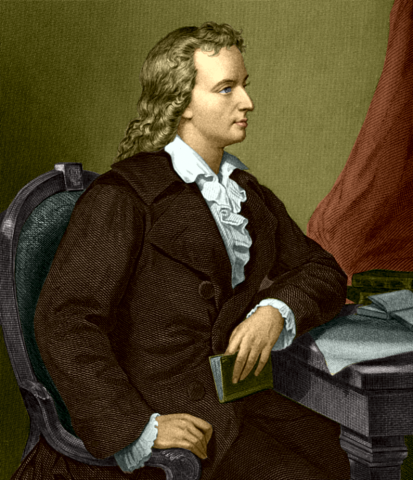
Friedrich von Schiller, autor del drama Die Räuber en el qual està basat el llibret de I masnadieri. L'adaptació operística perd gran part de l'empemta juvenil i de la crítica social del drama original.

### Acte III
Escena 1: un clar d'un bosc de Francònia.
Els bandolers canten al plaer de llur vida de criminals. Es troben al mateix bosc on s'ha refugiat Amalia. Aquesta no reconeix el seu estimat Carlo quan se li acosta. Carlo li revela la seua identitat, sense esmentar els seus camarades, i té lloc una joiosa reconciliació. Carlo es mostra horroritzat en assabentar-se del fracassat intent del seu germà d'atacar la virtut d'Amalia.
Escena 2: un altre clar del bosc de Francònia.
Carlo, sol, contempla el seu negre futur ("Di ladroni attorniato"). Pensa a suïcidar-se, però decideix que deu acceptar el seu trist destí i viure en la soledat i la misèria, rebutjat per la gent decent.
Arminio entra cautelosament i s'acosta a unes ruïnes pròximes. En sentir una veu dins de les ruïnes, Carlo s'acosta a investigar i descobreix la pàl·lida figura de son pare. Massimiliano no reconeix el seu fill, però tot i això li conta com Francesco va intentar enterrar-lo després del seu col·lapse provocat en assabentar-se de la mort de Carlo ("Un ignoto tre lune or saranno"). Afortunadament, Arminio el va salvar i el manté amagat en aquestes ruïnes ocultes en què Carlo l'ha trobat.
Carlo deixa son pare i crida la seua colla de bandolers per a prendre el castell i castigar el seu malvat germà.

### Acte IV
Escena 1: altra cambra del castell del comte Moor.
Francesco es desperta després d'una nit de terribles malsons provocats pels remordiments ("Pareami che sorto da lanto convito"). Convoca el pastor, el qual refusa atorgar-li l'absolució atesa la cruel naturalesa dels seus crims. En aquest moment s'escolta l'atac dels bandolers contra el castell. Francesco s'afanya a sortir a la lluita, jurant que serà capaç de desafiar el mateix foc de l'infern.
Escena: el segon clar del bosc de Francònia.
Massimiliano lamenta la mort de Carlo, incapaç de reconèixer el seu estimat fill en la persona del jove que té davant seu. Beneeix l'estrany desconegut que li ha salvat la vida.
Els bandolers reapareixen i informen que no han estat capaços de capturar Francesco. Això satisfà Carlo, qui pensa canviar els seus plans. En aquest moment arriba Amalia, arrossegada pels bandolers. Carlo es veu forçat a admetre davant d'ella i de son pare el seu paper de cap de la colla de lladres. Massimiliano expressa el seu horror i la seua desesperació, mentre que Amalia declara que malgrat tot continua estimant-lo i que desitja romandre al seu costat.
Tot i que Carlo desitja canviar el seu destí, també ha fet jurament d'aliança permanent amb la colla de bandits. No pot permetre's arrossegar la dona que estima a aquesta vida de degradació i amargor, i tampoc pot evitar el seu propi i dissortat destí. Resol aquesta paradoxa apunyalant Amalia fins a la mort. Després, Carlo abandona l'escena a la recerca de la seua pròpia mort.

## Recepció
I masnadieri és una de les més interessants i inspirades òperes del període de joventut de Verdi. Està farcida de meravelloses melodies i presenta significatius avanços musicals respecte de les més primerenques obres del compositor. Va ser una de les favorites del dramaturg i crític musical George Bernard Shaw al llarg de tota la seua vida.
No obstant això, ni tan sols a Itàlia ha gaudit d'un lloc regular en el repertori, possiblement perquè requereix una soprano i un tenor del major calibre, el que la fa una obra massa exigent per al marc de les produccions rutinàries de repertori, o potser perquè el llibret pot ser considerat massa truculent pel públic modern.
I masnadieri és exactament el tipus d'òpera que W. S. Gilbert tenia al cap quan va escriure The Pirates of Penzance l'any 1879, la seua famosa paròdia de l'òpera romàntica. No obstant això, I masnadieri roman com una de les obres de Verdi més injustament oblidades, amb molt per a admirar i gairebé cap moment mediocre.